# Маріо Чуже
Маріо Чуже (хорв. Mario Ćuže, 24 квітня 1999, м. Меткович, Дубровницько-Неретванська жупанія, Хорватія) — хорватський футболіст, півзахисник боснійського клубу «Зриньські».

## Кар'єра

### Клубна кар'єра
Вихованець клубу «Неретва» (Меткович), в академії якої був до 11 вересня 2013 року, після чого перейшов до школи «Динамо» із Загреба. Дебютував за дублюючу команду 12 березня 2017 року у матчі Другої ліги проти «Гориці» (0:0). У наступному матчі за «Динамо II», проти «Загреба» (2:0) 18 березня 2017 року, він забив свій перший гол на дорослому рівні
Протягом першої половини сезону 2019/20 грав на правах оренди за «Істру 1961». Дебютував за «Істру» 26 липня 2019 року в матчі проти «Інтера» (Запрешич), забивши в цьому матчі два голи. Це також була його перша поява у вищому хорватському дивізіоні. У наступній грі, проти «Вараждина», забив свій перший і єдиний хет-трик за «Істрію», а матч закінчився перемогою 3:1.
20 січня 2020 року Чуже повернувся з оренди та дебютував у загребському «Динамо» — 9 лютого 2020 року, в грі проти «Гориці» (2:0). Перший гол у футболці «Динамо» забив у матчі проти «Інтера» (Запрешич) 1 липня 2020 року, принісши перемогу 1:0. Загалом до кінця сезону провів 12 ігор і став з командою чемпіоном Хорватії.
З 12 серпня по 19 жовтня 2020 року Маріо виступав на правах оренди в «Локомотиві» (Загреб), де дебютував 16 серпня 2020 року, в матчі проти рідного загребського «Динамо» (0:6). За час оренди зіграв у 6 іграх чемпіонату та одній грі кваліфікації Ліги чемпіонів — проти віденського «Рапіду» (0:1).
6 лютого 2021 року був відданий в оренду до кінця сезону в «Дніпро-1», яке очолював співвітчизник Ігор Йовичевич, знайомий з можливостями Чуже по спільній роботі в «Динамо» (Загреб).

### Кар'єра у збірній
Виступав за юнацькі збірні Хорватії до 16, 17, 19 та 20 років
5 вересня 2019 року дебютував у молодіжній збірній Хорватії в товариському матчі проти ОАЕ (3:0).

## Досягнення
- Чемпіон Хорватії (1):

«Динамо» (Загреб): 2019/20
- Чемпіон Боснії і Герцеговини (1):

«Зриньські»: 2022-23
- Володар Кубка Боснії і Герцеговини (2):

«Зриньські»: 2022-23, 2023-24